# Пановиці
Пановиці (пол. Panowice, нім. Panwitz) — село в Польщі, у гміні Тшцель Мендзижецького повіту Любуського воєводства.
Населення — 158 осіб (2011).
У 1975-1998 роках село належало до Гожовського воєводства.

## Демографія
Демографічна структура станом на 31 березня 2011 року:
|          | Загалом | Допрацездатний вік | Працездатний вік | Постпрацездатний вік |
| -------- | ------- | ------------------ | ---------------- | -------------------- |
| Чоловіки | 80      | 16                 | 57               | 7                    |
| Жінки    | 78      | 15                 | 50               | 13                   |
| Разом    | 158     | 31                 | 107              | 20                   |